# Вместе за «Да»
«Вместе за „Да“» (кат. Junts pel Sí) — политический альянс, образованный в Каталонии 20 июля 2015 года для участия в региональных парламентских выборах, по итогам которых данная коалиция заняла первое место и получила 39,6 % голосов избирателей и 62 места из 135 в местном парламенте. Этого всё равно оказалось недостаточно для формирования правящего большинства, но так называемые индепендентисты пошли на формирования ещё одного надальянса с членами ультрарадикальной партии «Кандидатура народного единства», что дало им в сумме 72 места в парламенте (53,3 %). Альянс впервые открыто агитировал за полную независимость Каталонии от королевской Испании. Одним из предвыборных обещаний стало проведение референдума о независимости Каталонии, что и было сделано впоследствии, включая провозглашение независимости по его итогам. Коалиционная платформа «Вместе за „Да“», просуществовавшая с 20 июля 2015 по 7 ноября 2017 года, распалась на две партии добровольно, но негласный альянс продолжает существовать де-факто, поскольку только вместе индепендентистские партии Каталонии могут формировать большинство в парламенте (52 %), что показали результаты парламентских выборов 2017 года.

## Электоральная поддержка
Хотя своей официальной цели получение большей доли голосов избирателей вместе нежели отдельно альянс не достиг (общее абсолютное число полученных им голосов уменьшилось по сравнению с общим результатов для двух партий на предыдущих выборов сразу на 9,0 %), но благодаря альянсу популяризация и консолидация отделенческой позиции по вопросу о будущем Каталонии резко активизировали крайнее радикальноe крыло сторонников независимости Candidatura d'Unitat Popular (число их голосов увеличилось в 2,7 раза) и они стали главными союзниками альянса в Парламенте.

### Парламент Каталонии
| Date | Голоса    | Голоса | Голоса | Места  | Места | Статус | Размер |
| Date | #         | %      | ±%     | #      | ±     | Статус | Размер |
| ---- | --------- | ------ | ------ | ------ | ----- | ------ | ------ |
| 2015 | 1 628 714 | 39,6 % | -      | 62/135 | 9     | -      | 2-oe   |